# Строєв Павло Михайлович
Павло́ Миха́йлович Стро́єв (рос. Павел Михайлович Строев; 27 липня (7 серпня) 1796 — 5 січня (17 січня) 1876) — російський історик та археограф, академік Петербурзької академії наук (з 1849 р.).
Народився у Москві у дворянській сім'ї. У 1812 вступив до Московського університету, де слухав лекції представників «скептичної» школи в російській історіографії М. Каченовського і Р. Тимковського. Під час навчання написав і опублікував навчальний посібник «Коротка Російська історія на користь російського юнацтва» (1814 р.) та численні історичні статті у періодиці, на що звернув увагу любитель старожитностей М. Румянцев. 3 1815 р. працював на посаді головного доглядача Комісії друкування державних грамот і договорів. У 1817-18 роках разом з К. Калайдовичем проводив обстеження бібліотек та архівів монастирів Московської губернії. Під час археографічної експедиції відшукав «Ізборник» князя Святослава (1073 р.), твори митрополита Іларіона, Кирила Турівського, «Судебник Івана III» (1497 р.). У 1823 році обраний членом Московського товариства історії і старожитностей російських. У 1829-34 керував роботою археографічної експедиції у північних губерніях Російської імперії, під час якої зібрано та описано понад 3000 актів XIV-XVIII ст. Брав участь у виданні «Полного собрания русских летописей», до яких підготував детальні покажчики. Підготував до друку праці «Список ієрархів і настоятелів монастирів російської церкви» (виданий в 1877 р.) та «Бібліографічний словник» (виданий 1882 р.).
Серед іншого знайшов такі давні історичні пам'ятки, як «Слово о законі і благодаті» митр. Іларіона (1030 — 1050 р.р.), «Ізборник Святослава» (1073 р.), Судебник (1497 р.), твори Кирила Турівського.